# Рохас, Карлос Родольфо
Ка́рлос Родо́льфо Ро́хас Ро́хас (исп. Carlos Rodolfo Rojas Rojas; 2 октября 1928, Ранкагуа — 7 мая 1963, Сантьяго) — чилийский футболист, играл на позиции полузащитника. Участник чемпионата мира 1950 года.

## Биография

### Клубная карьера
В течение пяти сезонов Рохас играл за «Унион Эспаньола», в составе которого в 1951 году завоевал чемпионский титул. Затем он перешёл в «Палестино», в составе которого отыграл два сезона и в 1954 году закончил карьеру.

### Карьера в сборной
Дебютировал за сборную Чили 6 апреля 1949 года в матче со сборной Боливии в рамках чемпионата Южной Америки 1947 года. В том матче сборная Чили проиграла 2:3. 17 апреля в матче со сборной Эквадора забил гол, оказавшийся победным — сборная Чили выиграла 1:0. Всего на том турнире он сыграл в 6 матчах — по его итогам сборная Чили стала пятой.
Входил в состав сборной Чили на чемпионате мира 1950 года, где сыграл в матче со сборной США (5:2). Сборная Чили заняла третье место в группе и не пробилась в финальный раунд.
В составе сборной Чили играл на чемпионате Южной Америки 1953 года, где сыграл в 3 матчах на турнире. Всего за сборную Чили сыграл 17 матчей и забил 1 гол.

### Смерть
Скоропостижно скончался 7 мая 1963 года в Сантьяго в возрасте 34 лет.

## Достижения
«Унион Эспаньола»
- Чемпион Чили (1): 1951